# Deus otiosus

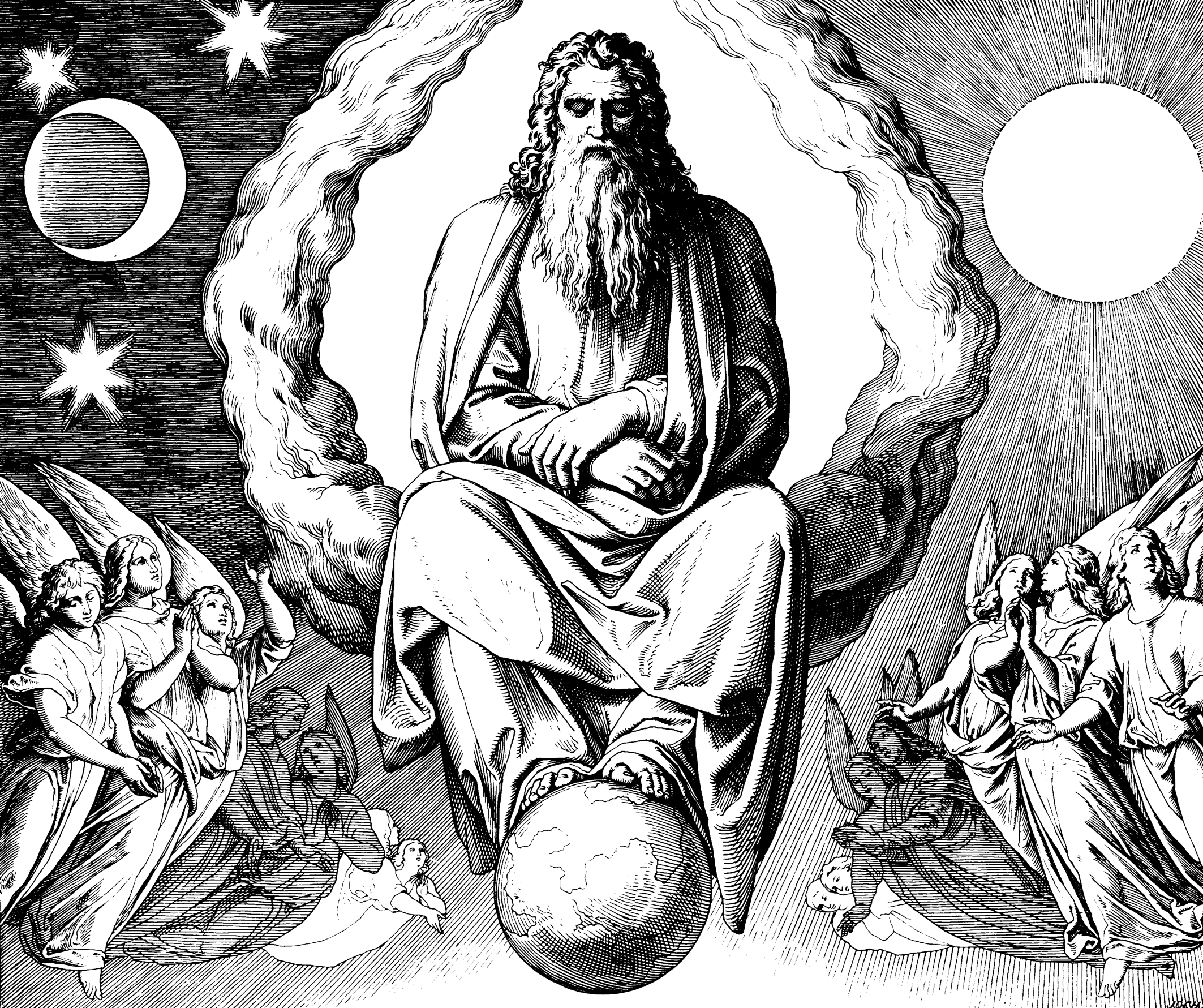
Dio contempla la creazione nel settimo giorno, incisione di Julius Schnorr von Carolsfeld (1860)

Il deus otiosus (dal latino "dio ozioso") è l'essere creatore che dà vita al mondo, all'umanità e a tutte le istituzioni più importanti all'interno di una religione, ma che in seguito non si rende più partecipe della vita del suo operato: una divinità che si chiude nella sua perfezione.
Questa è stata una prospettiva autorevole nella storia delle religioni e della filosofia. Dio, dopo la creazione, ne avrebbe delegato il governo a degli spiriti naturali o a degli esseri intermedi. Nel mondo greco antico, il primo motore immobile di Aristotele ne può essere considerato un classico esempio, mentre gli dei di Epicuro sono indifferenti però senza aver mai svolto alcuna attività creatrice.
Nel deismo illuminista la religione razionale ha recuperato questo concetto d'un Creatore dell'Universo che non interviene e non interferisce più con la sua opera.
Il monoteismo ebraico, cristiano e islamico si fondano sulla figura di un Dio creatore del mondo che se ne prende cura.
Il deus otiosus non va confuso né col deus absconditus della teologia negativa e della teologia dialettica di Karl Barth, né col deus ignotus (δεὸς ἄγνωστος) a cui fa riferimento san Paolo in Atti 17, 22-23: «Allora Paolo, alzatosi in mezzo all'Areòpago, disse: "Cittadini ateniesi, vedo che in tutto siete molto timorati degli dèi. Passando infatti e osservando i monumenti del vostro culto, ho trovato anche un'ara con l'iscrizione: Al Dio ignoto. Quello che voi adorate senza conoscere, io ve lo annunzio".»